# Detroit Falcons 1946-1947
La stagione 1946-47 dei Detroit Falcons fu la 1ª e unica nella BAA per la franchigia.
I Detroit Falcons arrivarono quarti nella Western Division con un record di 20-40, non qualificandosi per i play-off.

## Roster
| N°    | Naz.                   | Ruolo | Sportivo       | Anno | Alt. | Peso |
| ----- | ---------------------- | ----- | -------------- | ---- | ---- | ---- |
| 11    | Stati Uniti (bandiera) | G     | Tom King       | 1924 | 183  | 75   |
| 14-22 | Stati Uniti (bandiera) | AC    | Stan Miasek    | 1924 | 196  | 95   |
| 15-68 | Stati Uniti (bandiera) | C     | Milt Schoon    | 1922 | 201  | 104  |
| 24    | Stati Uniti (bandiera) | G     | Harold Brown   | 1923 | 183  | 70   |
| 33-8  | Stati Uniti (bandiera) | C     | Harold Johnson | 1920 | 198  | 109  |
| 34    | Stati Uniti (bandiera) | G     | George Pearcy  | 1919 | 185  | 75   |
| 44    | Stati Uniti (bandiera) | G     | Henry Pearcy   | 1922 | 185  | 77   |
| 44    | Stati Uniti (bandiera) | G     | Art Stolkey    | 1920 | 185  | 82   |
| 52    | Stati Uniti (bandiera) | GA    | John Janisch   | 1920 | 191  | 91   |
| 55    | Stati Uniti (bandiera) | GA    | Howie McCarty  | 1919 | 188  | 86   |
| 62    | Stati Uniti (bandiera) | A     | Bob Dille      | 1917 | 191  | 86   |
| 66-7  | Stati Uniti (bandiera) | AC    | Grady Lewis    | 1917 | 201  | 98   |
| 67    | Stati Uniti (bandiera) | GA    | Moe Becker     | 1917 | 185  | 84   |
| 98    | Stati Uniti (bandiera) | G     | Chet Aubuchon  | 1916 | 178  | 62   |
| 99    | Stati Uniti (bandiera) | A     | Ariel Maughan  | 1923 | 193  | 86   |

## Staff tecnico
- Allenatori: Glenn Curtis (12-22) (fino al 25 gennaio)[1], Philip Sachs (8-18)